# Линн, Мередит Скотт
Мередит Скотт Линн (англ. Meredith Scott Lynn, род. 8 марта 1970) — американская актриса, режиссёр и продюсер. Родившаяся в Бруклине, Нью-Йорк, Скотт Линн большую часть своей карьеры провела, снимаясь в независимых фильмах и эпизодах телевизионных комедиях, а также в девяностые года была членом актёрских составов трех недолго просуществовавших ситкомов. На большом экране она появилась в фильмах «Силы природы», «Блондинка в законе» и «Голливудские копы», а на телевидении была заметна в сериалах «C.S.I.: Место преступления», «Отчаянные домохозяйки» и «Американская история ужасов».
В 2012 году, Скотт Линн начала играть роль злобной Энн Милбэйер в дневной мыльной опере NBC «Дни нашей жизни». Журнал TV Guide назвал её лучшей актрисой второго плана дневного эфира по итогам 2013 года.

## Избранная фильмография
| Год  |   | Русское название      | Оригинальное название | Роль  |
| ---- | - | --------------------- | --------------------- | ----- |
| 2008 | с | Отчаянные домохозяйки | Desperate Housewives  | Эрика |